# 1397 Umtata
1397 Umtata è un asteroide della fascia principale. Scoperto nel 1936, presenta un'orbita caratterizzata da un semiasse maggiore pari a 2,6839339 UA e da un'eccentricità di 0,2505376, inclinata di 3,51359° rispetto all'eclittica.
L'asteroide prende il nome dalla città di Mthatha, capoluogo della regione del Transkei, in Sudafrica.